# Скотт Ворнер (тенісист)
Скотт Ворнер (англ. Scott Warner; нар. 22 грудня 1965) — колишній американський тенісист.
Найвищу одиночну позицію світового рейтингу — 180 місце досяг 2 жовтня 1989, парну — 85 місце — 13 листопада 1989 року.
Здобув 1 парний титул.

## Фінали Гран-прі за кар'єру

### Парний розряд: 1 (1–0)
| Результат | В-П | Дата     | Турнір                   | Покриття | Партнер    | Суперники                     | Рахунок       |
| --------- | --- | -------- | ------------------------ | -------- | ---------- | ----------------------------- | ------------- |
| Перемога  | 1–0 | Жов 1989 | Sydney Indoor, Австралія | Тверде   | Девід Пейт | Даррен Кейгілл Марк Кратцманн | 6–3, 6–7, 7–5 |

## Титули на челленджерах

### Парний розряд: (2)
| Ранг | Дата | Турнір        | Покриття | Партнер       | Суперники                          | Рахунок       |
| ---- | ---- | ------------- | -------- | ------------- | ---------------------------------- | ------------- |
| 1.   | 1989 | Віннетка, США | Тверде   | Вілле Янссон  | Білл Бенджіс Аркі Енґл             | 6–7, 6–4, 6–4 |
| 2.   | 1989 | Берген        | Килим    | Грант Коннелл | Рікард Берг Келлі Джонс (тенісист) | 7–5, 6–4      |